# Cerbalus negebensis
Cerbalus negebensis là một loài nhện trong họ Sparassidae.
Loài này thuộc chi Cerbalus. Cerbalus negebensis được Gershom Levy miêu tả năm 1989.